# Deutschordensschloss Kirchhausen

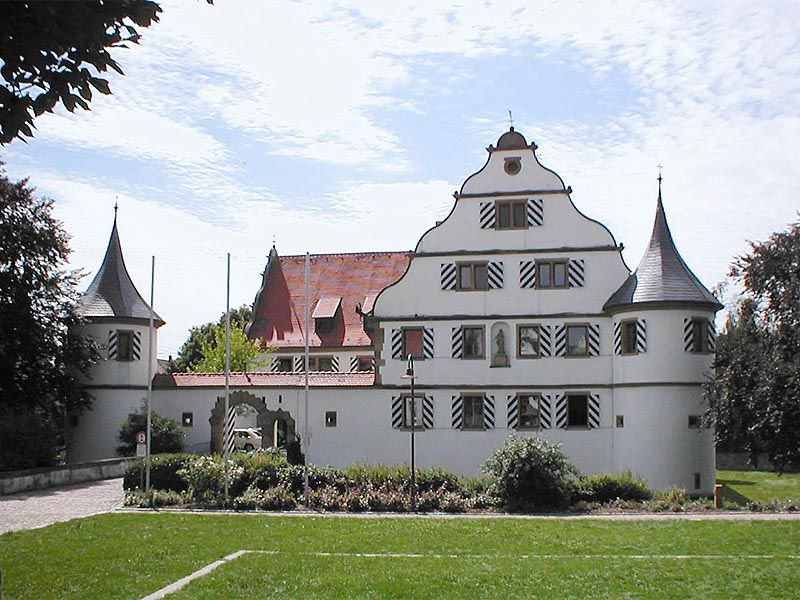
Deutschordensschloss in Heilbronn-Kirchhausen

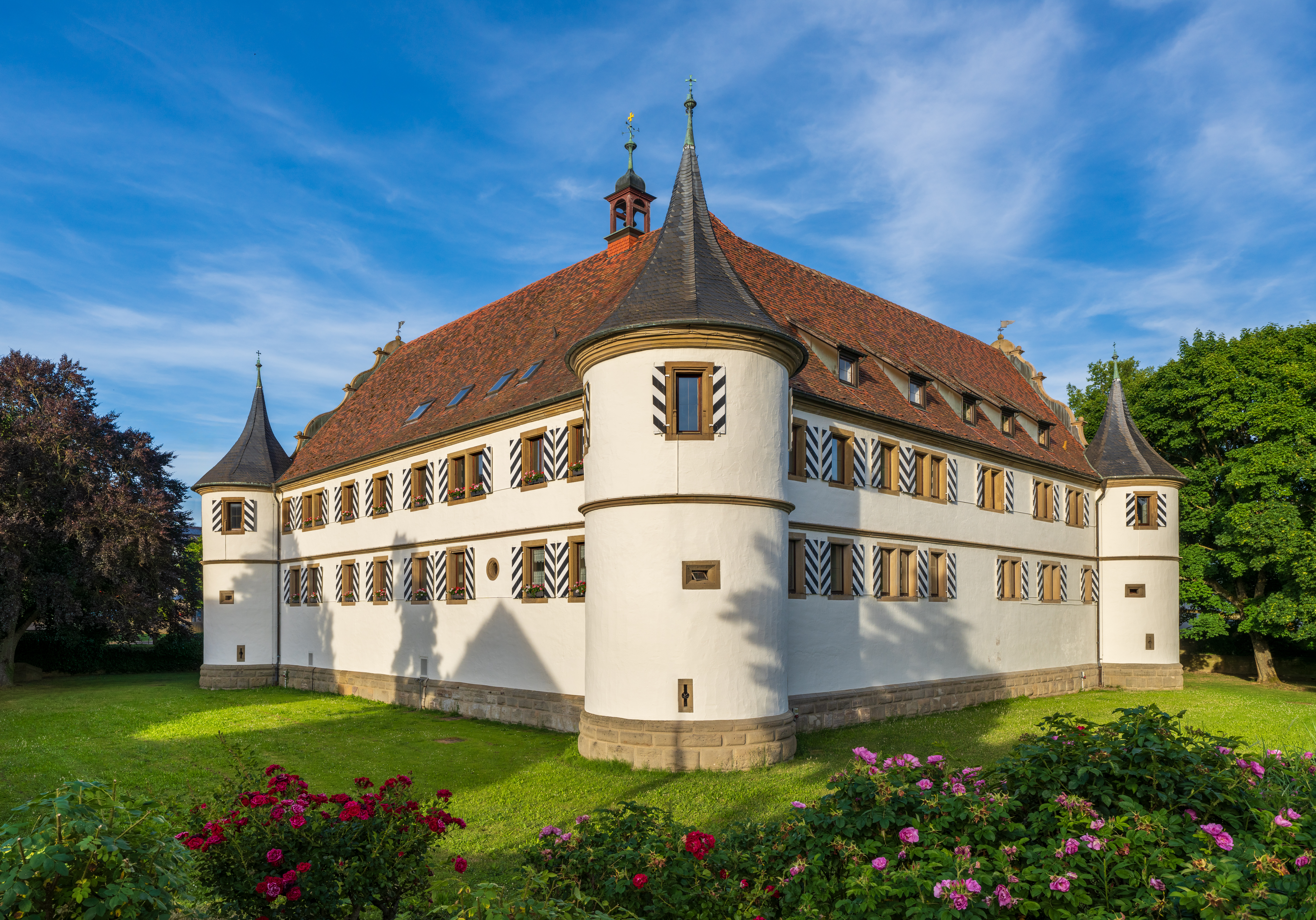
Ansicht von Westen

Das Deutschordensschloss  in Kirchhausen, einem Stadtteil von Heilbronn im nördlichen Baden-Württemberg, ist ein ehemaliges Wasserschloss des Deutschen Ordens, das in den Jahren 1572 bis 1578 im Stil der Renaissance erbaut wurde.

## Geschichte
Erste Hinweise auf einen Herrensitz in Kirchhausen stammen aus der Mitte des 14. Jahrhunderts, als Angehörige der Herren von Talheim die Vogtei der Grafen von Vaihingen in Kirchhausen besaßen und sich nach einem in Kirchhausen gelegenen Sitz von Kirchhausen nannten. Ein ab 1334 erwähnter Eberhard von Kirchhausen besaß die halbe Burg als Lehen, sein mutmaßlicher Bruder Beringer, der ab 1345 erwähnt wird, die andere Hälfte. Die Brüder besaßen jeweils ein Viertel der Vogtei. Die andere Hälfte der Vogtei und einen Burgstall besaß die ebenfalls ursprünglich aus Talheim stammende Familie Strube. Der Burgstall scheint der Überrest einer älteren Burg zu sein, mit der die Vogtsrechte verbunden waren. Außerdem hatten gleichzeitig die Familien von Wunnenstein und die Wimpfener Patrizier Otter Besitz in Kirchhausen, so dass neben den vorgenannten Burgen noch weitere Adelssitze möglich sind. Im 15. Jahrhundert kam der Besitz in Kirchhausen über die Ehe Peters von Helmstatt mit einer der Talheim-Damen sowie über Zukäufe von Peters Vetter Heinrich von Helmstatt an die Herren von Helmstatt und von diesen bald an den Deutschen Orden. Zu jener Zeit werden eine Obere Burg und eine Untere Burg erwähnt. Innerhalb des Deutschen Ordens wurde Kirchhausen Amtsort innerhalb der Kommende Horneck.
Das heutige Schloss, das der Deutsche Orden ab 1572 errichten ließ, geht sicher auf einen älteren Vorgängerbau zurück, zumal der südöstliche Eckturm wohl aus einem älteren viereckigen Turm hervorgegangen ist und sich auch im Sockel der Burg unterhalb des Südflügels Reste älterer Gebäude ausmachen lassen. Aus welchem der vorgenannten Herrensitze das Schloss hervorgegangen ist, lässt sich nicht sagen. Im heute als Grünfläche angelegten Bereich vor dem Schloss war im 19. Jahrhundert noch ein viertelkreisförmiger Fundamentrest einer älteren Burganlage zu erkennen.
Die Errichtung des Gebäudes erfolgte zu Beginn der Amtszeit des Hochmeisters Heinrich von Bobenhausen im Jahr 1572, der zur gleichen Zeit auch das Schloss Stocksberg im ebenfalls zur Kommende Horneck zählenden Stockheim erbauen ließ. Die Ausführung wurde dem Weinsberger Baumeister Thomas Knoll übertragen, dessen Steinmetzzeichen sich im Torbogenschlussstein findet.
Dem Schloss angegliedert war einst ein Wirtschaftshof aus Scheune, Kelter und Zehntscheune. Die Zehntscheune hat sich in der Nachbarschaft erhalten.
Über die Amtmänner in Kirchhausen ist nur wenig bekannt. Amtmann Hans Hofmann ließ 1628 den nahegelegenen Amtmannshof errichten.

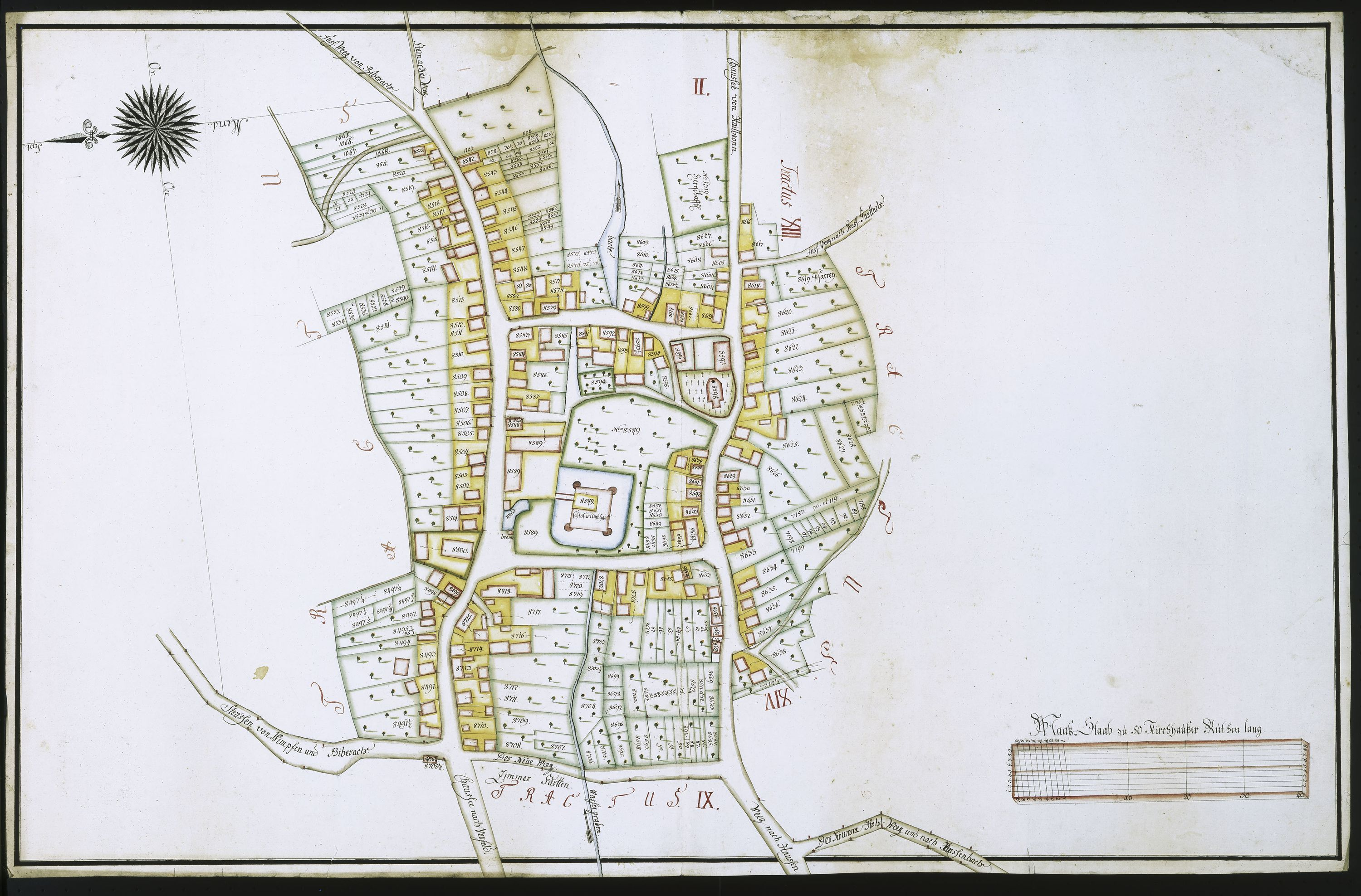
Plan von Kirchhausen 1791: das Schloss bildet die zentrale Anlage des Ortes.

1747 wurde das Schloss unter Mitwirkung des Neckarsulmer Zimmermeisters Peter Elias Berthold renoviert, die Arbeiten betrafen wohl hauptsächlich den Dachstuhl und Räume im Obergeschoss. 1749 erhielt der nordwestliche Hauptflügel ein neues Portal, wenig später entstand an der Nordseite des Vorhofs das Torhäuslein. 1786 nahm der Ordens-Baumeister Johann Hornstein Reparaturen an Schloss und Zehntscheune vor.
Nach der Auflösung des Ordensstaates 1805 kam Kirchhausen mit dem Schloss an Württemberg und wurde für kurze Zeit Sitz eines Oberamtes, das schon bald im Oberamt Heilbronn aufging. Danach ersteigerte 1808 der Brackenheimer Notar Christoph Jakob Rappold das Schloss. Seine Witwe verkaufte das Schloss 1816 an den Bauern Michael Salm aus Neuenfels. 1830 erwarb der Schultheiß Baumgart das Schloss. 1833 kam es in den Besitz der Gemeinde Kirchhausen, die darin Bürgermeisteramt, Schule, Lehrerwohnung, Notariat und Feuerwehrmagazin unterbrachte. 1834 erhielt der Nordwestflügel das damals für Rathäuser standesgemäße Glockentürmchen als Dachreiter. 1837 wurde eine Arrestzelle eingebaut.

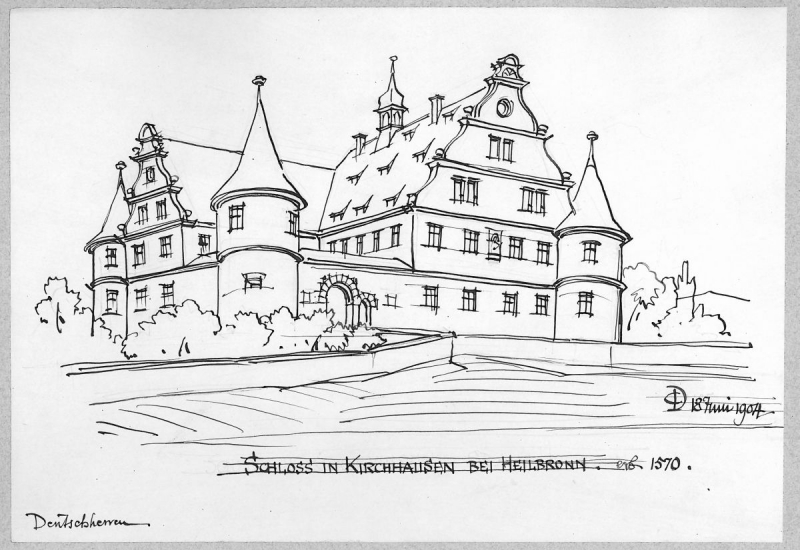
Zeichnung von Conrad von Dollinger 1904

Das Gebäude wurde in der Zeit des Ersten Weltkriegs und den nachfolgenden Notjahren der Inflation und Weltwirtschaftskrise nur dürftig unterhalten. Schultheiß Matthäus Volk bemängelte gegenüber dem Denkmalamt und dem Gemeinderat den schlechten baulichen Zustand des Gebäudes sowie die finanzielle Situation, die lange keine nötige Sanierung des Daches sowie des Bauschmucks zugelassen habe. Im Herbst 1928 fanden Sanierungsmaßnahmen statt, die nicht zur vollen Zufriedenheit des Denkmalamtes erfolgten. 1932 verfügte das Denkmalamt, den Schlossgraben erkenntlich als solchen zu erhalten und dort weder hohe Gewächse anzupflanzen noch Gartenhäuser oder Ställe zu errichten.
Gegen Ende des Zweiten Weltkriegs wurde der südwestliche Eckturm durch Artilleriebeschuss zerstört, er wurde später erneuert.
Die Schule wechselte 1954 in ein neu erbautes Schulhaus. 1963 wurde die Außenfassade des Schlosses unter Leitung des Architekten Josef Vassillière renoviert. 1965 schloss sich eine umfangreiche Umgestaltung des Innenbereichs nach Plänen von Albert Stirn an, die sich durch die Veränderung der Raum- und Fenstersituation auch teilweise auf das Äußere des Schlosses auswirkte. Leider hat man es versäumt, den Altbauzustand umfassend zu dokumentieren, so dass es heute kaum mehr eine Vorstellung über die ältere Innenausstattung gibt.
Nach der Eingemeindung Kirchhausens nach Heilbronn 1972 wurde das Schloss zum Bürgeramt. 1976 bis 1979 erfolgte eine Trockenlegung der Außenmauern und eine Sanierung aller Natursteine. Das Schloss erhielt im Oktober 1986 ein neues Glockentürmchen und dient heute auch als Austragungsort von örtlichen Veranstaltungen.

## Beschreibung
Das Schloss ist ein zweigeschossiger Zweiflügelbau, dessen Flügel sich rechtwinklig treffen. Diese Bauform ist im Wirkungsbereich des Deutschen Ordens nur selten anzutreffen. Die repräsentativen Giebel der Gebäude sind im Stil der Renaissance mit Voluten und horizontalen Gurtgesimsen geschmückt. An den Ecken der Anlage stehen vier Rundtürme mit schiefergedeckten Kegeldächern. Die Anlage ist nahezu quadratisch, wobei das Schlossgebäude lediglich zweiflügelig ist und zwei Seiten der Anlage damit bis auf die Ecktürme und Hausgiebelseiten nur aus Umfassungsmauern bestehen. Der Hauptbau hat im Innenhof ein schmuckvolles Portal mit figuren- und wappengeschmücktem Volutengesims und der Datierung 1749. Der Seitenflügel hat im Innenhof einen Säulengang.
Das Gebäude war einst von einem Wassergraben umgeben, der heute jedoch trockengelegt ist. Als Zugang diente eine Zugbrücke auf der Nordostseite.

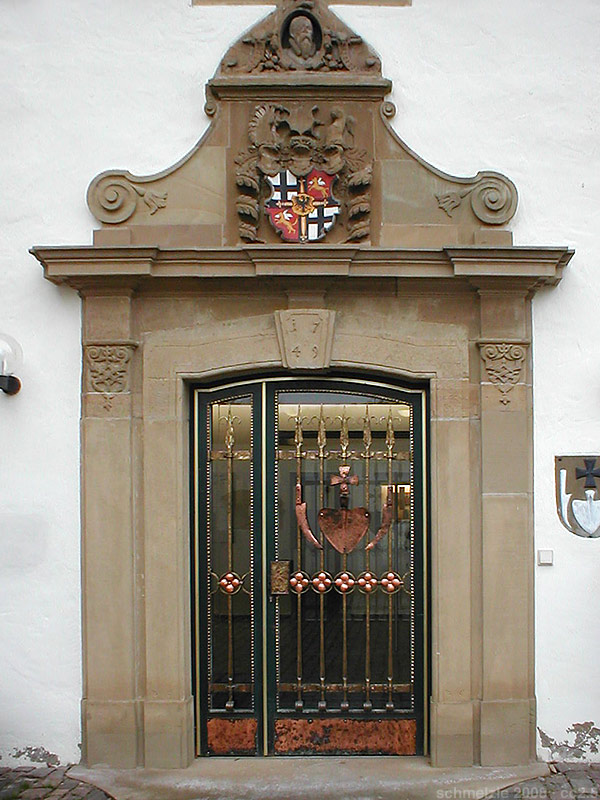
Portal des Hauptflügels
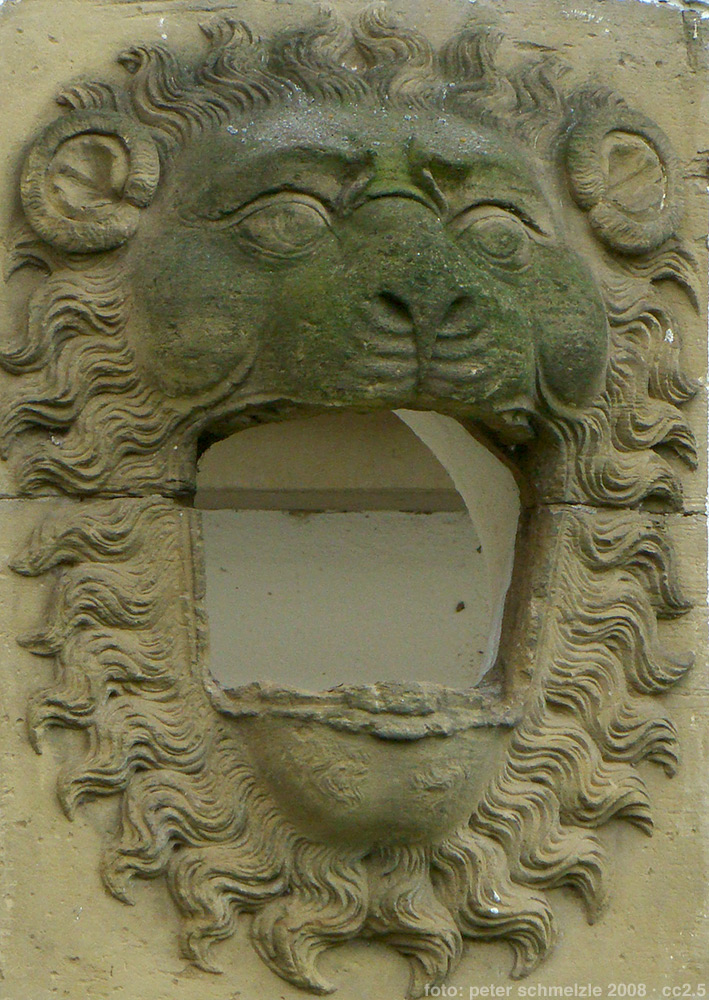
Fratze rechts vom Haupttor
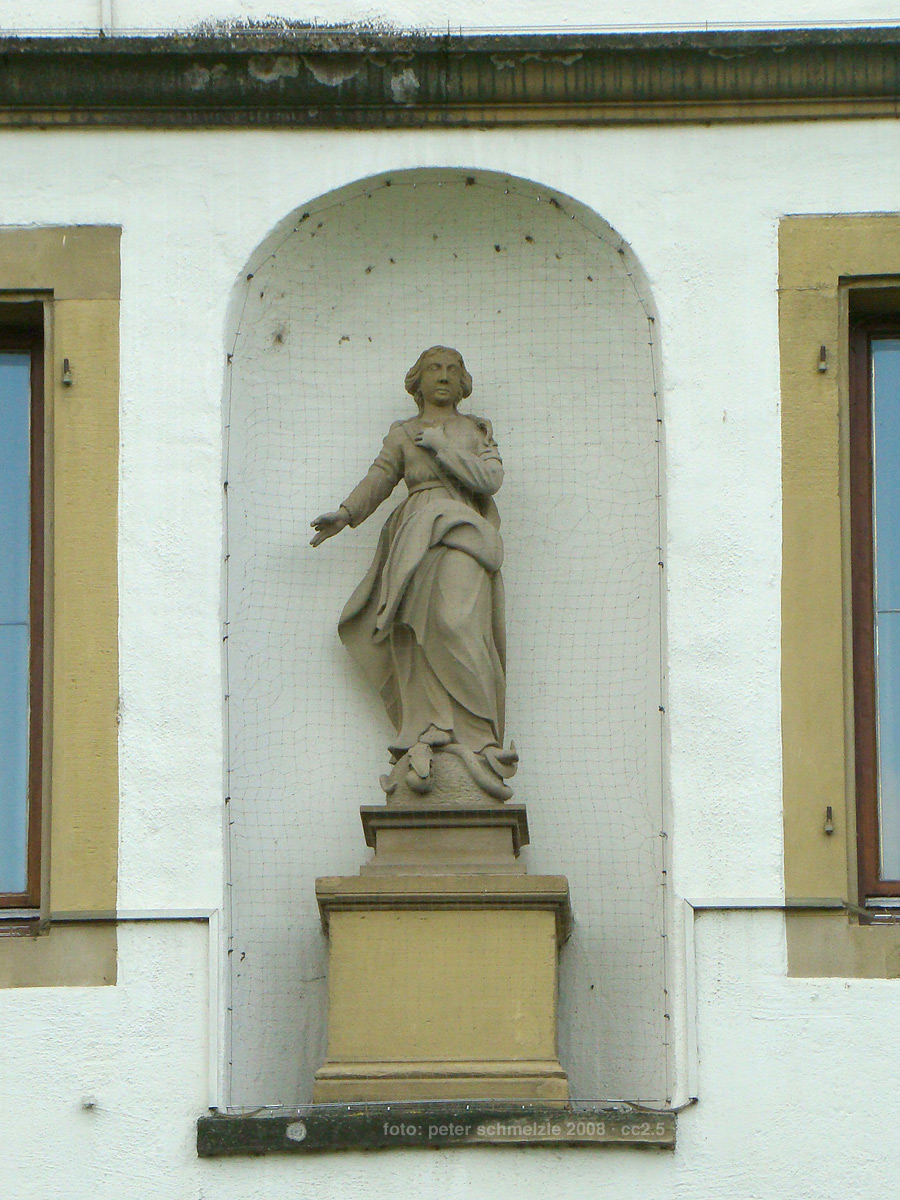
Marienfigur am Nordostgiebel
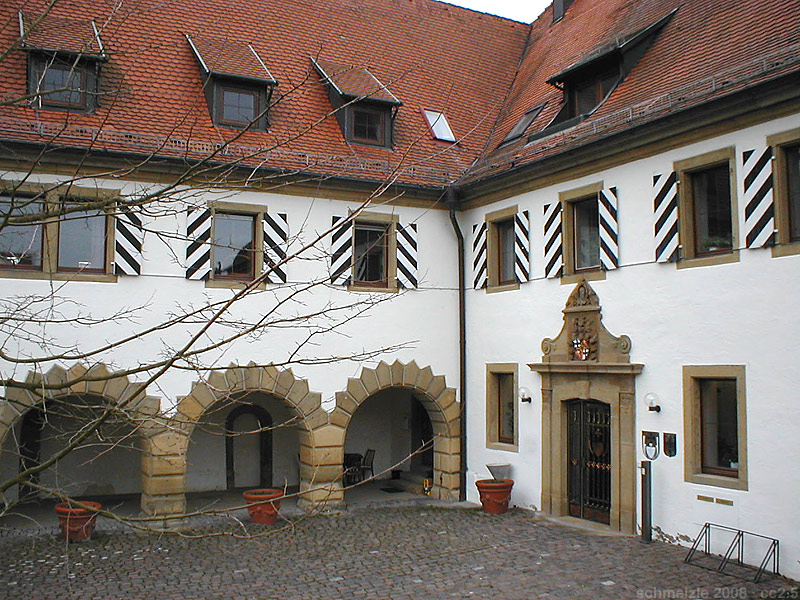
Blick in den Innenhof